# Paul de Muraka

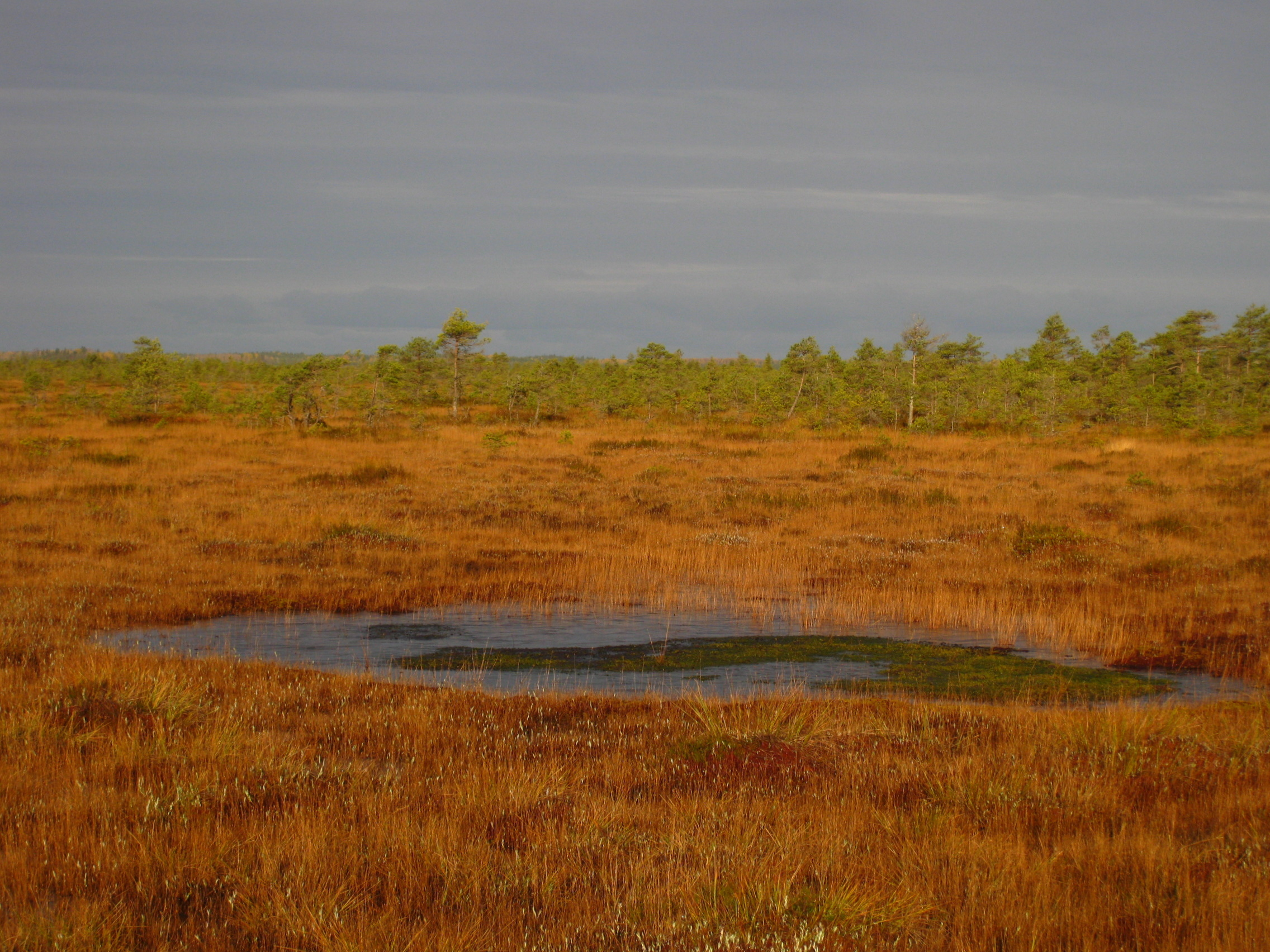
Paul de Muraka

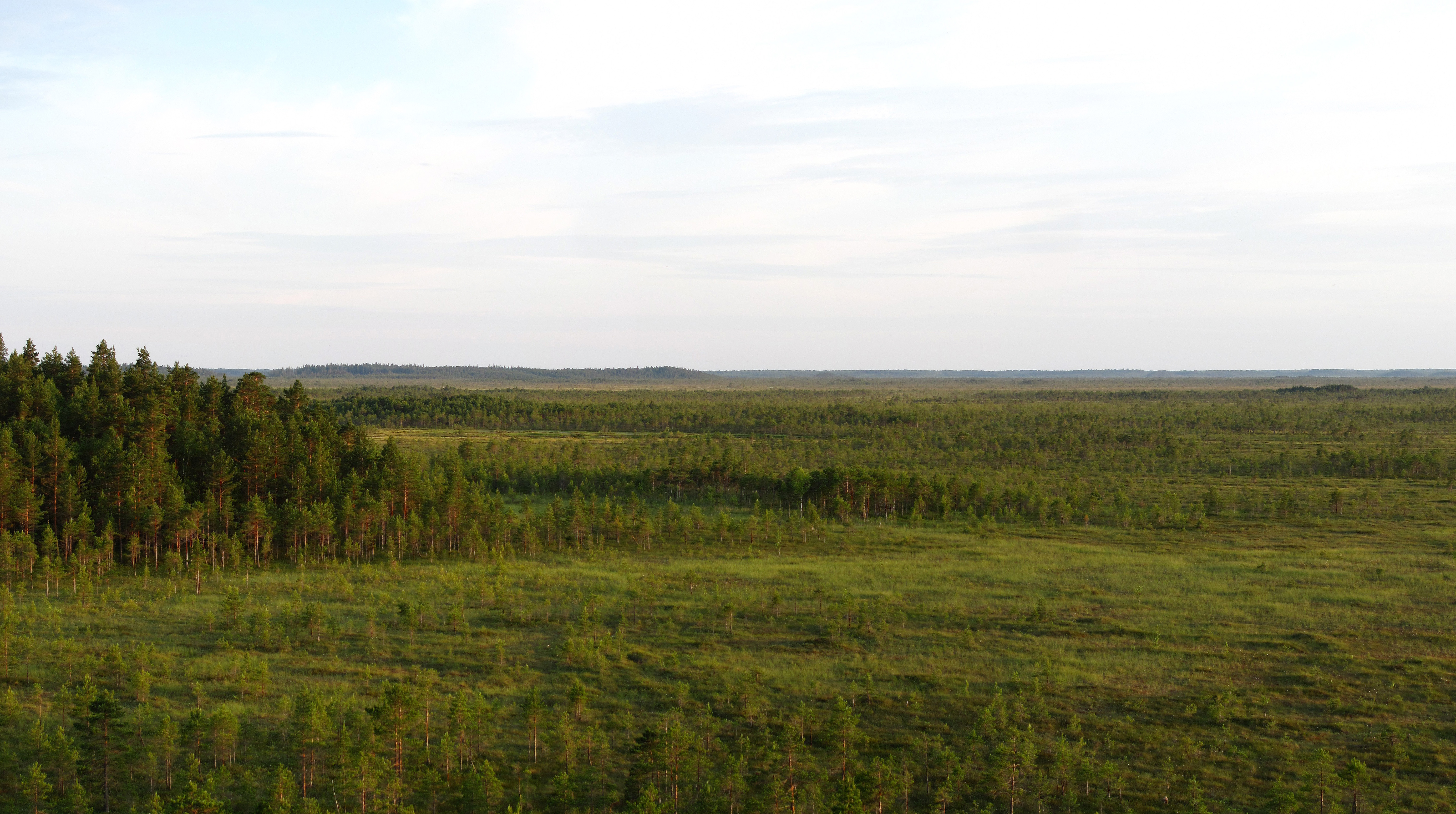
Paul de Muraka

O Paul de Muraka (também Complexo do Pântano de Muraka, em estoniano:  Muraka soostik) é um paul no condado de Ida-Viru, na Estónia.
A área do complexo é 12.793 hectares.
O complexo consiste em quatro pauis: Muraka, Ratva, Seli e Virunurme.